# Свеча (салат)

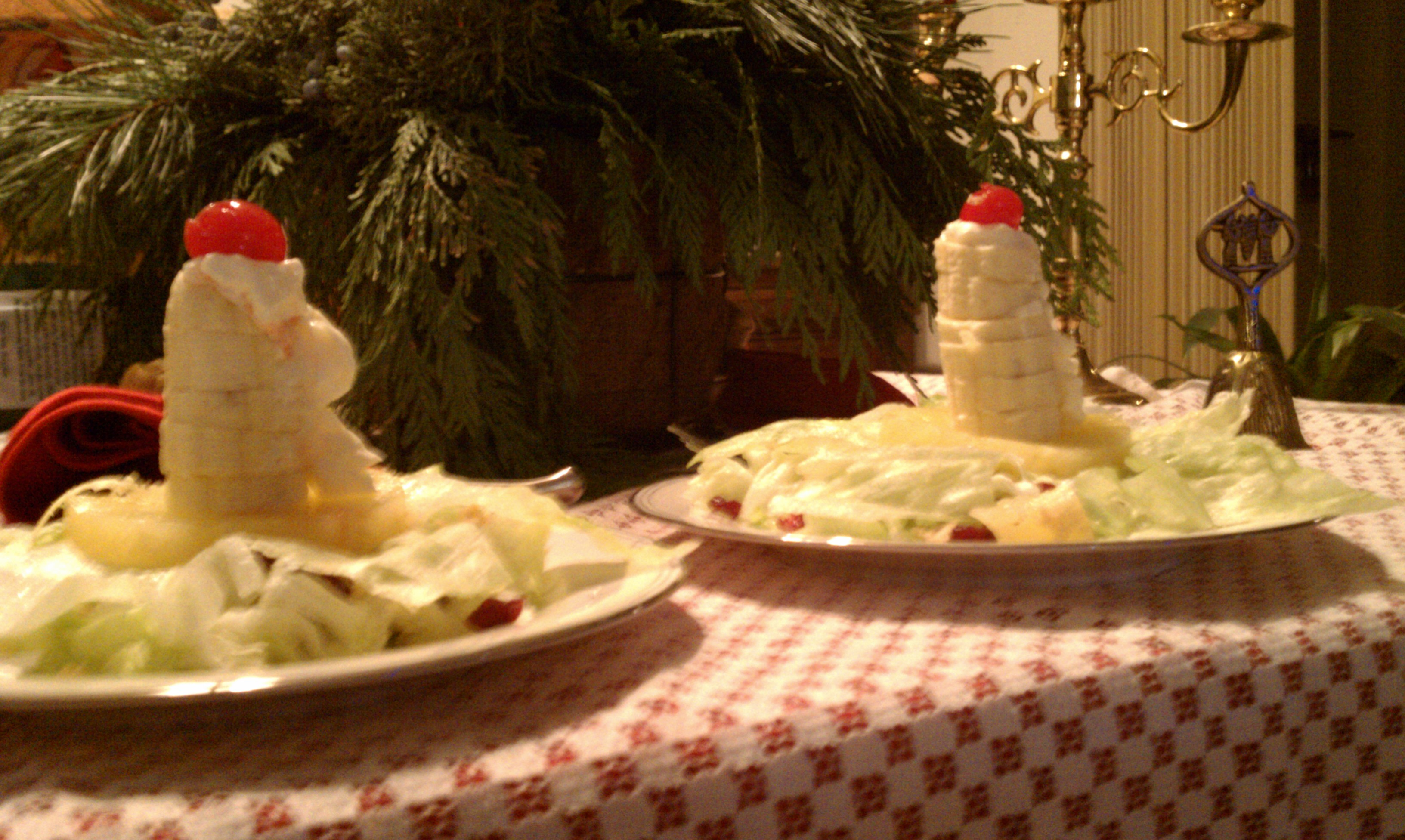
Салат «Свеча» с нарезанным бананом.

Салат «Свеча» (англ. Candle salad) — фруктовый салат, популярный в США с 1920-х по 1960-е годы. Салат обычно состоит из листьев салата, ананаса, банана, вишни и майонеза, либо творога. Можно также использовать взбитые сливки. Ингредиенты собраны так, чтобы напоминать зажженную свечу.
Салат «Свеча» собирается путем раскладывания нескольких листьев салата на тарелке или декоративной салфетке, чтобы сформировать основу салата. Сверху салата укладывают одно или несколько колец ананаса, образуя нишу для размещения одного целого (или чаще половины) очищенного банана. Для украшения банан можно украсить сливками и вишней на выбор.
На сайте истории кулинарии Food Timeline говорится: "Самое раннее печатное упоминание о салате со свечами, которое мы нашли, датировано 1916 годом. Он был представлен в этом светском меню; ни описание, ни рецепт не были включены:
«Фруктовый коктейль, курица по-королевски, картофельное пюре, горох с маслом, булочки, оливки, салат Свеча, сырные трубочки, изысканные пирожные, ореховое мороженое, конфеты и орехи, кофе».
На сайте перечислено несколько других упоминаний о салате в кулинарных книгах и газетах 1920-х годов.
Салат «Свеча» был известен как простой способ заставить детей есть фрукты из-за его необычного внешнего вида. Он также считался удобным для приготовления детьми из-за его простоты. Рецепт салата Свеча был опубликован в издании 1950 года «Первая кулинарная книга для детей» Альмы С. Лак, одной из первых кулинарных книг, написанных для детей. Он также есть в «Поваренной книге Бетти Крокер для мальчиков и девочек» 1957 года с описанием: «Это лучше, чем настоящая свеча, потому что ее можно съесть».
Институт проверенных рецептов Нью-Йорка (The Tested Recipes Institute of New York) опубликовал его в виде карточки с рецептами в 1958 году.
Версия этого салата появилась в мормонском детском журнале «Друг» в 2008 году, в нее входили ростки люцерны и клубничный йогурт, сбрызнутый сверху банана, чтобы он выглядел как капающий воск со свечи.
В двухтысячных годах салат из-за своего необычного вида получил возрождение, его рецепт публиковали, готовили на кулинарных шоу, обсуждали комики.